# Józef Pater
Józef Pater (ur. 13 kwietnia 1944 w Rumnie) – polski duchowny katolicki, historyk dziejów Kościoła, protonotariusz apostolski.

## Życiorys
Urodził się w 1944 roku w Rumnie. Po ukończeniu szkoły średniej studiował filozofię i teologię w Seminarium Duchownym we Wrocławiu, które ukończył w 1969 roku, otrzymując święcenia kapłańskie.
Został skierowany do pracy duszpasterskiej w parafii św. Piotra i Pawła w Świebodzicach, gdzie pełnił funkcję wikariusza i katechety (do 1972). W tym roku został przeniesiony do wrocławskiej parafii Świętej Rodziny (do 1974). Na Papieskim Wydziale Teologicznym we Wrocławiu w 1973 roku uzyskał licencjat, a trzy lata później doktorat z teologii na podstawie pracy Nauka Abrahama Bzowskiego o prymacie papieża.
W 1974 roku znalazł zatrudnienie jako asystent w Muzeum Archidiecezjalnym, a w 1976 roku na PWT, gdzie został adiunktem. W 1976 roku odbył podróż naukową do Francji, a w 1981 roku był rocznym stypendystą w Paderborn. Od 1978 roku pełni obowiązki sędziego prosynodalnego. 1 czerwca 1984 roku został wicedyrektorem Archiwum i Muzeum Archidiecezjalnego oraz Biblioteki Kapitulnej we Wrocławiu. W 1982 został członkiem kurialnej Komisji do spraw Sztuki Sakralnej, w 1987 roku przedstawicielem kurialnym w Obywatelskiej Radzie Rewaloryzacji i Odbudowy Starego Miasta we Wrocławiu, w 1989 roku członkiem Komisji Episkopatu Polski do spraw Sztuki Sakralnej. W 1990 roku otrzymał godność kapelana papieskiego, a w 1995 został kanonikiem gremialnym wrocławskiej kapituły katedralnej. W 1998 roku otrzymał stopień naukowy doktora habilitowanego na podstawie rozprawy Wrocławska Kapituła Katedralna w XVIII wieku. W 1999 roku otrzymał stanowisko profesora nadzwyczajnego na PWT. Pełnił tam w latach 2001–2004 obowiązki prorektora, a w latach 2004–2007 rektora. W 2014 roku został uhonorowany Śląską Nagrodą im. Juliusza Ligonia.
Współpracował ze Stowarzyszenie Upamiętnienia Ofiar Zbrodni Ukraińskich Nacjonalistów, którym w 2009 r. organizował wystawę „Ludobójstwo dokonane na ludności polskiej na Kresach Południowo-Wschodnich w latach 1939–1947”.
W 2019 został odznaczony Srebrną Odznaką Honorową Wrocławia.

## Publikacje
- Święci w dziejach Śląska (Wrocław 1997)
- Wrocławska kapituła katedralna w XVIII wieku: ustrój – skład osobowy – działalność,  Papieski Fakultet Teologiczny,  Wrocław 1998, ISBN 8387318159
- Poczet biskupów wrocławskich, Dolnośląskie Towarzystwo Społeczno-Kulturalne Silesia, Wrocław 2000, ISBN  8385689885
- Protokoły wizytacyjne dekanatu bytomskiego z lat 1792–1793, Poznań–Wrocław 2003,   ISBN 8373930035 ISBN 8388430246
- Ksiądz infułat dr Karol Milik jako rządca archidiecezji wrocławskiej w latach 1945-1951, Papieski Wydział Teologiczny, Wrocław 2012, ISBN 9788363642044
- 100 lat Muzeum Archidiecezjalnego we Wrocławiu 1898-1998, Muzeum Archidiecezjalne, Wrocław 1999, ISBN 8385631801
- Z dziejów wrocławskiego Kościoła, Muzeum Archidiecezjalne, Wrocław 1997, ISBN 8390001837